# Halectinosoma denticulatum
Halectinosoma denticulatum is een eenoogkreeftjessoort uit de familie van de Ectinosomatidae. De wetenschappelijke naam van de soort is voor het eerst geldig gepubliceerd in 1995 door Clément & Moore.